# Snabbmat för folk i farten
Snabbmat för folk i farten är det svenska punkbandet Hans & Gretas första och enda album. Det släpptes 1995 på skivbolaget Beat Butchers.

## Låtar på albumet[2]
|     | Titel                             | Längd | Notering |
| --- | --------------------------------- | ----- | -------- |
| 1.  | Det var inte vi, det var de andra |       |          |
| 2.  | Sibylla                           |       |          |
| 3.  | X                                 |       |          |
| 4.  | Bop bop bil                       |       |          |
| 5.  | Kvinnor och män                   |       |          |
| 6.  | Mansgris                          |       |          |
| 7.  | Sången om allt                    |       |          |
| 8.  | Historiska män                    |       |          |
| 9.  | Trasiga kläder                    |       |          |
| 10. | Johnny på centralförrådet         |       |          |
| 11. | Vin & starka drycker              |       |          |
| 12. | Glad                              |       |          |
| 13. | I min säng                        |       |          |